# تيم هارت
تيم هارت (بالإنجليزية: Tim Hart)‏ هو عازف قيثارة وموسيقي بريطاني، ولد في 9 يناير 1948 في لنكولن في المملكة المتحدة، وتوفي في 24 ديسمبر 2009 في كومارا في إسبانيا بسبب سرطان الرئة.

## وصلات خارجية
- تيم هارت على موقع ميوزك برينز (الإنجليزية)
- تيم هارت على موقع أول ميوزيك (الإنجليزية)
- تيم هارت على موقع أول ميوزيك (الإنجليزية)
- تيم هارت على موقع ديسكوغز (الإنجليزية)